# Atrophaneura mencius
Byasa mencius là một loài bướm ngày thuộc họ Papilionidae. Loài này phân bố ở Trung Hoa. 
Sải cánh dài 10–11 cm. Cánh màu nâu tối với chuỗi các đốm đỏ ở cánh sau. Phía dưới của thân có lông đỏ . Ấu trùng ăn loài Cocullus carolinus.